# 又村奈緒美
又村 奈緒美（またむら なおみ、4月22日 - ）は、日本の女性声優。神奈川県横浜市出身。ぐるーぷ・インパクト / 劇団アルターエゴ所属。かつてはブリングアップに所属していた。代々木アニメーション学院卒業。

## 出演作品
※太字はメインキャラクター。

### テレビアニメ
1993年
- ドラゴンリーグ（トキオ）

1994年
- 赤ずきんチャチャ（1994年 - 1995年、生徒A、給食係、女の子、りんご組1、奥さん、母親、おばあさん、ムーラ・マーサ〈少年時代〉、にゅうにゅう、よし子先生）

1996年
- 水色時代（烏山千歳）
- るろうに剣心 -明治剣客浪漫譚-（三島栄次、元太、少年期の月岡）

1997年
- ケロケロちゃいむ（タコ）
- 花より男子（それ以外〈優紀の姉 他〉）
- 夢のクレヨン王国（ハンバーガーの乳母、金魚おばさん、お月様 他）

1998年
- おじゃる丸（ネコ、バス待ちの女、主婦、母猫）
- こちら葛飾区亀有公園前派出所（1998年 - 2004年、純平〈4代目〉[2]、男の子、老人、キャスター、寺井の長男、店員、コピー子供、母親、男の子、ジョン・ウィルソン、子供、おばちゃん、男の子、レポーター、客、ばあさん、姉、ブタ、妊婦、マスダ、錠前伸也、子供、大江成清和、マサオ、主婦、ヤンキー）
- 発明BOYカニパン（シュガー）

1999年
- ビーストウォーズネオ 超生命体トランスフォーマー（ゴーミャ）
- メダロット（マサシ）

2000年
- トランスフォーマー カーロボット（ジェイフォー[3]）
- ビックリマン2000（カイミン獏ラ、騎士狸徹）
- メダロット魂（アークダッシュ、ベイアニット）
- 遊☆戯☆王デュエルモンスターズ（絽場の弟3、デニス、ヨハン）

2001年
- 真・女神転生Dチルドレン ライト&ダーク（アムルタート、おばあさん）
- 真・女神転生デビチル（ケットシー）
- 満月をさがして（中年女性）
- ホイッスル!（野呂浩美、女生徒）

2005年
- capeta（信の母、子供、女の子）

2009年
- 真・恋姫†無双（少年C）

2011年
- 夏目友人帳 参（老いた妖怪）

### OVA
1997年
- ベイビィ★LOVE（男の子C）

1999年
- るろうに剣心 -明治剣客浪漫譚- 追憶編（女）

2001年
- るろうに剣心 -明治剣客浪漫譚- 星霜編

2012年
- るろうに剣心 -明治剣客浪漫譚- 新京都編（重婆、女）

### 劇場アニメ
1997年
- るろうに剣心 -明治剣客浪漫譚- 維新志士への鎮魂歌

1999年
- こちら葛飾区亀有公園前派出所 THE MOVIE（純平）

2011年
- 星を追う子ども（村人）

### ゲーム
1997年
- るろうに剣心 -明治剣客浪漫譚- 十勇士陰謀編

2003年
- ゲゲゲの鬼太郎 異聞妖怪奇譚

### 吹き替え
- シー・デビル（アンディ・パチェット〈ブライアン・ラーキン〉）